# Harbor Park
Der Harbor Park ist ein Baseball-Stadion in Norfolk im US-Bundesstaat Virginia. Es ist das Heimstadion des Minor-League-Teams Norfolk Tides, die das AAA-Farmteam der Baltimore Orioles in der International League sind. Der Harbor Park wurde 1993 eröffnet und bietet Platz für 12.067 Besucher. Während der Suche der Major League Baseball nach einem neuen „zu Hause“ für die Montreal Expos war eine Gruppe aus Norfolk einer der Bieter für das Team. In diesem Fall wäre Harbor Park bis zum Bau eines neuen Stadions direkt daneben Zwischenstation für das Team geworden. Zum Zuge kam jedoch eine andere Bietergruppe und die Montréal Expos wurden zu den Washington Nationals und zogen ins RFK-Stadium nach Washington D.C.